# Anopheles erythraeus
Anopheles erythraeus är en tvåvingeart som beskrevs av Corradetti 1939. Anopheles erythraeus ingår i släktet Anopheles och familjen stickmyggor.
Artens utbredningsområde är Eritrea. Inga underarter finns listade i Catalogue of Life.